# Aciphylla traillii
Aciphylla traillii är en flockblommig växtart som beskrevs av Thomas Kirk. Aciphylla traillii ingår i släktet Aciphylla och familjen flockblommiga växter. Inga underarter finns listade i Catalogue of Life.